# Mezőkövesd
Mezőkövesd város Borsod-Abaúj-Zemplén vármegyében, a Mezőkövesdi járás székhelye. A  megye negyedik legnépesebb települése.

## Fekvése
A Bükk-vidék déli szélénél, az Alföld és az Északi-középhegység találkozásánál, a Borsodi-Mezőség vidékén fekszik, Egertől 20, a megyeszékhely Miskolctól pedig 50 kilométerre.
A közvetlenül határos települések: észak felől Bogács és Tard, északkelet felől Mezőnyárád, kelet felől Mezőkeresztes, délkelet felől Szentistván, dél felől Egerlövő és Egerfarmos, délnyugat felől Mezőszemere, nyugat felől Szihalom, északnyugat felől pedig Novaj és Szomolya.

### Megközelítése
Legfontosabb közúti megközelítési útvonalai a 3-as főút és az M3-as autópálya ezeken érhető el a legegyszerűbben az ország távolabbi részei felől. A sztráda néhány kilométerre délre halad el a belterülettől, nyugat-keleti irányban, a 3-as főút pedig sokáig áthaladt a központján, egy ideje már északról elkerüli azt.
A környező kisebb települések közül Andornaktályával a 253-as főút (korábbi számozás szerint 2502-es út), Noszvajjal a 2509-es, Bogácson át Bükkszentkereszttel a 2511-es, Tarddal és Cserépváraljával a 25 113-as, Egerlövővel és Ároktővel, illetve a közbeeső kisebb falvakkal a 3302-es, Szentistvánnal pedig a 3303-as út köti össze.
Vonattal a MÁV 80-as számú Budapest–Sátoraljaújhely-vasútvonalán érhető el, melyen a városnak egy állomása és egy megállóhelye van: Mezőkövesd vasútállomás, illetve Mezőkövesd felső megállóhely.
A helyi és a helyközi autóbusz-közlekedést a Volánbusz Zrt. biztosítja. Az eredetileg  a Rákóczi utca és a Mátyás király út kereszteződésénél lévő autóbusz-állomás 2023-ban költözött a vasútállomás mellé.

## Története

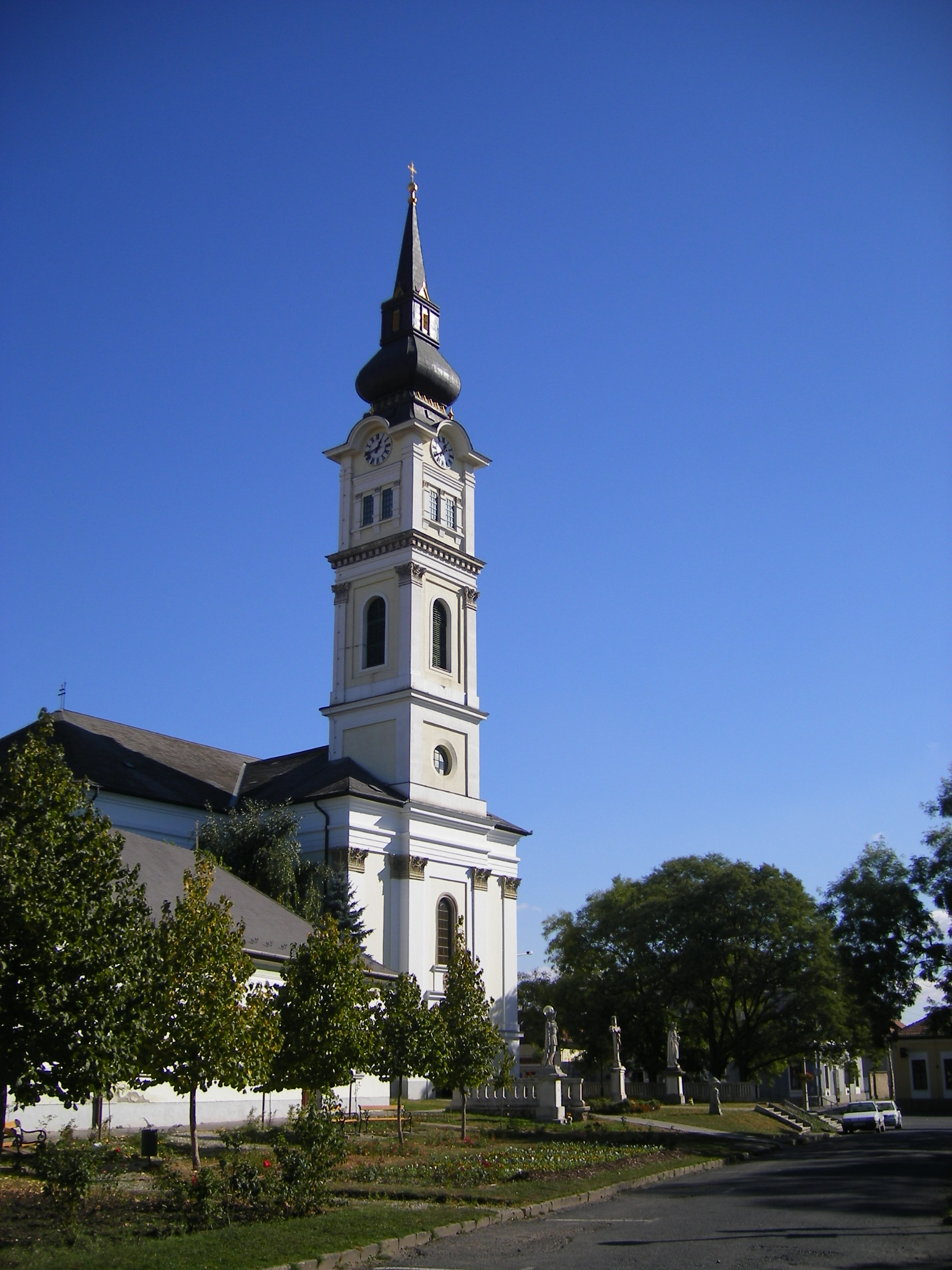
A Szent László-templom

A terület már a népvándorlás korában lakott volt, a környéken feltárt számos avar sírból nagy kiterjedésű, népes avar települést feltételeznek itt a régészek. Az első magyar település a honfoglalás korában jött létre, de az 1275-ös egyházi összeírás lakatlan faluként utal rá, feltehetőleg a tatárjárás idején pusztult el. A 14. századtól a diósgyőri uradalom legdélibb települése. A 15. században már mezővárosként említik.
1450. március 28-án itt kötötte meg Hunyadi János és Hédervári László püspök a huszitákkal a mezőkövesdi békét, melynek értelmében Giskra megtarthatta a bányavárosokat. 1464-ben Mátyás királytól pecsétet, később más kiváltságokat kapott. A legenda szerint a város és a környező falvak népének, a matyó népcsoportnak a neve is a Mátyás névből származik (az elnevezés a 18. században alakult ki; az északabbi területek protestáns lakossága által alkalmazott, a terület katolikus népességére utaló, megkülönböztető név volt).
1544-től török hódoltság alatt állt a város, 1552-ben – az egri vár ostromának évében – elpusztult, az 1596-os mezőkeresztesi csata után évekre lakatlan maradt, és nem is nyerte vissza régebbi népességszámát a török idők végéig.
1784-ben Mezőkövesd megváltotta magát hűbérurától, a magyar koronától. 1849. február 28-án a kápolnai csatában vereséget szenvedett honvéd hadsereg a település határában Kmety György, Aulich Lajos és Guyon Richárd vezetésével győztes ütközetet vívott a császáriakkal.
A település virágzott, jó hatással volt rá a vasútvonal kiépülése (1860-as évek). A lakosság számát tekintve az 1941-es év tartja a rekordot, a népszámlálás szerint ekkor csaknem 21 000 lakosa volt.
1939-ben olajkutató talapfúrás alkalmával 800 méter mélyből tört elő a 72 fokos, kéntartalmú gyógyvízforrás Zsóry Lajos országgyűlési képviselő családi birtokán. A víz elősegíti a reumás betegségek, a különböző kopások és ízületi gyulladások, a sérülések és ortopédiai beavatkozások kezelését, de alkalmas nőgyógyászati panaszok enyhítésére is. Itt épült meg a Zsóry Gyógy- és Strandfürdő, rövidebben Zsóry-fürdő.
2023-ban adták át a város új autóbusz-állomását.
Napjaink Mezőkövesdje őrzi népi hagyományait „Matyóföld fővárosa”-ként, ugyanakkor iskoláival, sportlétesítményeivel és más intézményeivel megfelel a 21. század városaival szemben támasztott követelményeknek is.

## Közélete

### Polgármesterei
- 1990–1991: Dr. Somogyi Márton (nem ismert)[4]
- 1991–1994: Pap János (nem ismert)
- 1994–1998: Herkely György (Választási Szövetség Mezőkövesd)[5]
- 1998–2002: Halmai Gyula (MSZP)[6]
- 2002–2006: Tállai András (Fidesz-MDF-MKDSZ)[7]
- 2006–2010: Tállai András (Fidesz-KDNP-Nemzeti Fórum)[8]
- 2010–2014: Dr. Fekete Zoltán (Fidesz-KDNP)[9]
- 2014–2019: Dr. Fekete Zoltán (Fidesz–KDNP)[10]
- 2019–2024: Dr. Fekete Zoltán (Fidesz–KDNP)[11]
- 2024–  : Dr. Fekete Zoltán (Fidesz–KDNP)[1]

A településen 1991 május végén időközi polgármester-választást kellett tartani, mert az előző év őszén megválasztott polgármester eddig tisztázatlan okból néhány hónap után lemondott a posztjáról.

### A 2024-es önkormányzati választás eredménye
- A polgármester-választás eredménye[13]

| Jelölt neve      | Jelölő szervezet(ek) | Jelölő szervezet(ek) | Szavazatok száma | Szavazatok aránya |
| ---------------- | -------------------- | -------------------- | ---------------- | ----------------- |
| Dr.Fekete Zoltán |                      | Fidesz – KDNP        | 4878             | 100,00%           |
| Összesen         |                      |                      | 4878             | 100%              |

- A képviselőtestület-választás eredménye[14]

|  | Fidesz – KDNP | 9 |  |  |  |  |  |  |  |  |  |  |  |  |
|  | SZÖDE         | 3 |  |  |  |  |  |  |  |  |  |  |  |  |

## Népesség
A település népességének változása:
| Lakosok száma | 16 644 | 16 502 | 16 107 | 15 504 | 15 588 | 15 541 |
|               | 2013   | 2014   | 2018   | 2022   | 2023   | 2024   |

2001-ben a település lakosságának 70%-a magyar nemzetiségűnek vallotta magát; roma közösség is található a településen.
A 2011-es népszámlálás során a lakosok 85,8%-a magyarnak, 4% cigánynak, 0,5% németnek mondta magát (14,1% nem nyilatkozott; a kettős identitások miatt a végösszeg nagyobb lehet 100%-nál). A vallási megoszlás a következő volt: római katolikus 55,8%, református 5,2%, görögkatolikus 0,4%, felekezeten kívüli 7,9% (29% nem nyilatkozott).
2022-ben a lakosság 90,5%-a vallotta magát magyarnak, 3,2% cigánynak, 0,5% németnek, 0,1-0,1% ukránnak, szlováknak, románnak és lengyelnek, 2,1% egyéb, nem hazai nemzetiségűnek (9,4% nem nyilatkozott; a kettős identitások miatt a végösszeg nagyobb lehet 100%-nál). Vallásuk szerint 42,3% volt római katolikus, 5,7% református, 0,7% görög katolikus, 1,3% egyéb keresztény, 0,2% evangélikus, 0,1% ortodox, 7,8% felekezeten kívüli (41,2% nem válaszolt).

## Nevezetességei
- Matyó hímzés
- Matyó Múzeum

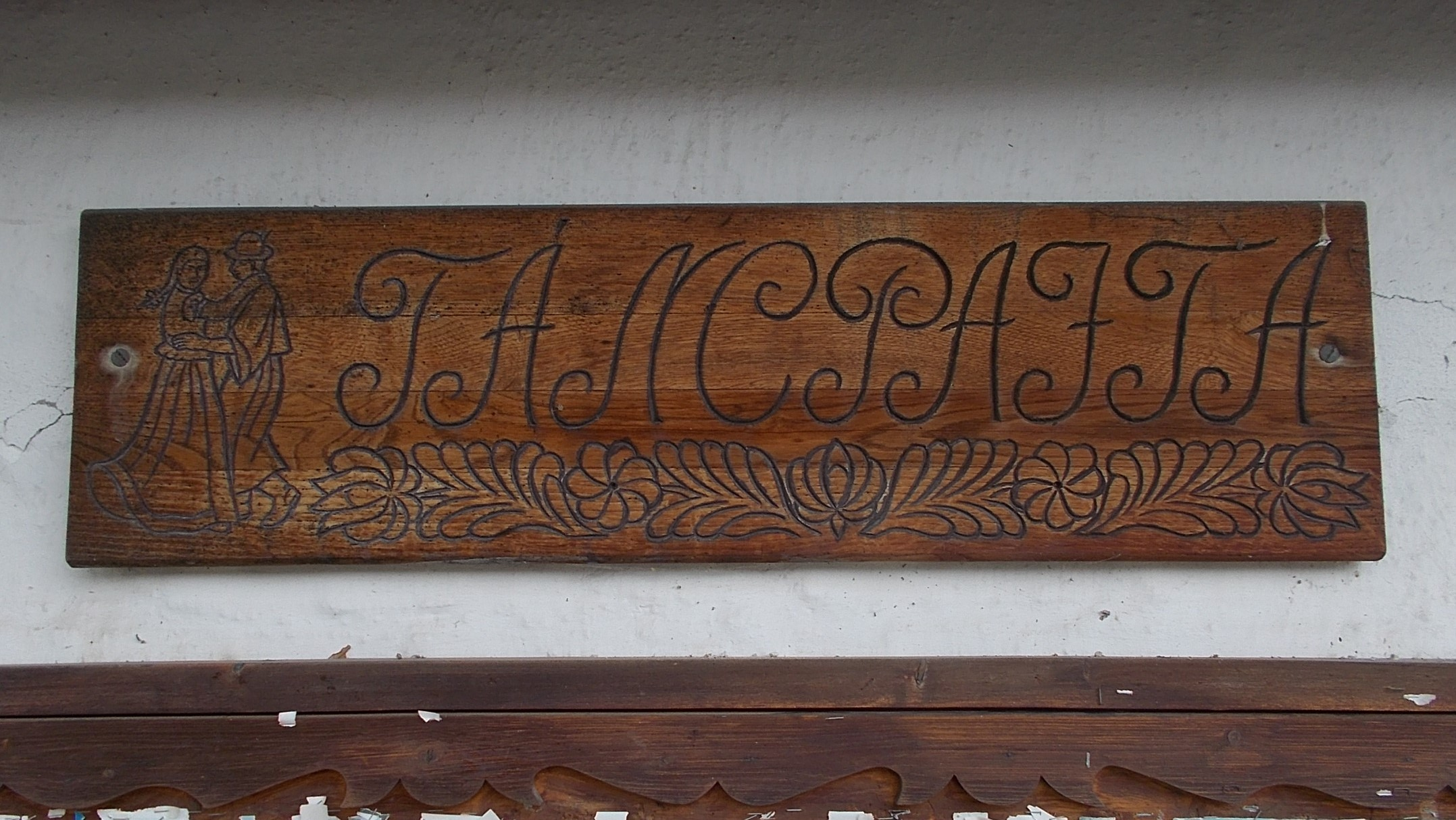
Táncpajta, a hagyományőrző közösségi rendezvények színhelye

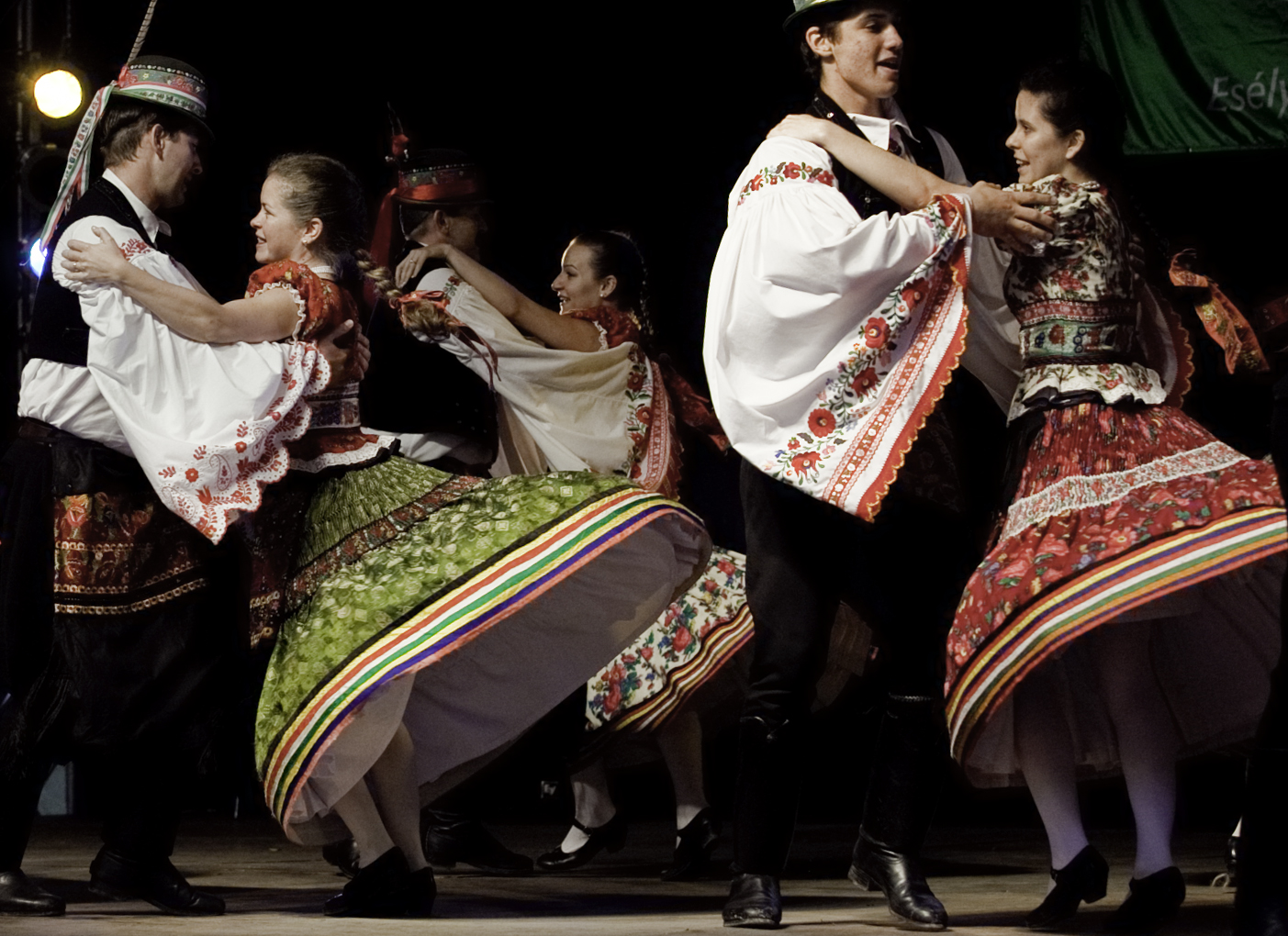
Részlet a Matyó Néptáncegyüttes műsorából

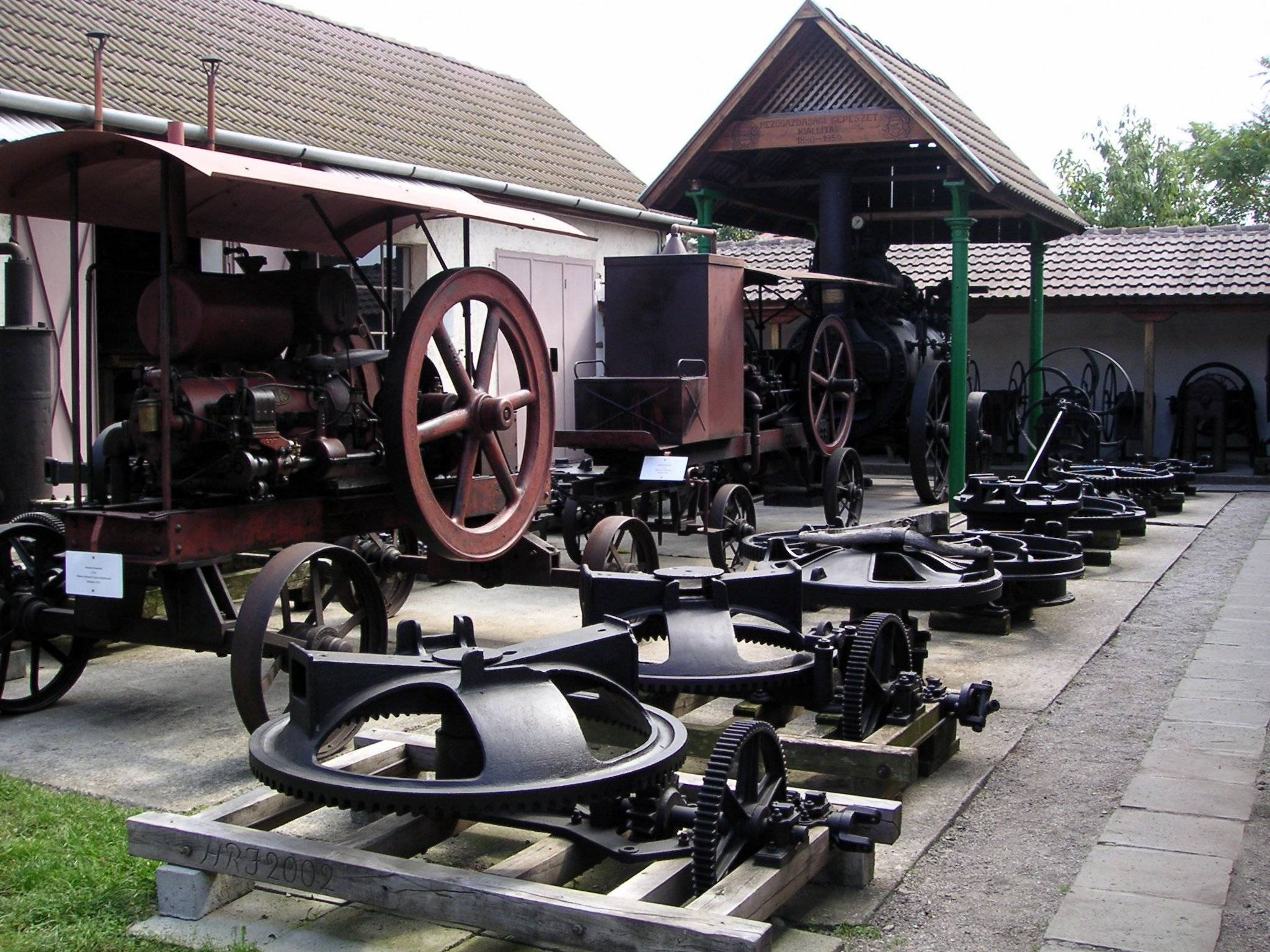
Mezőgazdasági Gépmúzeum

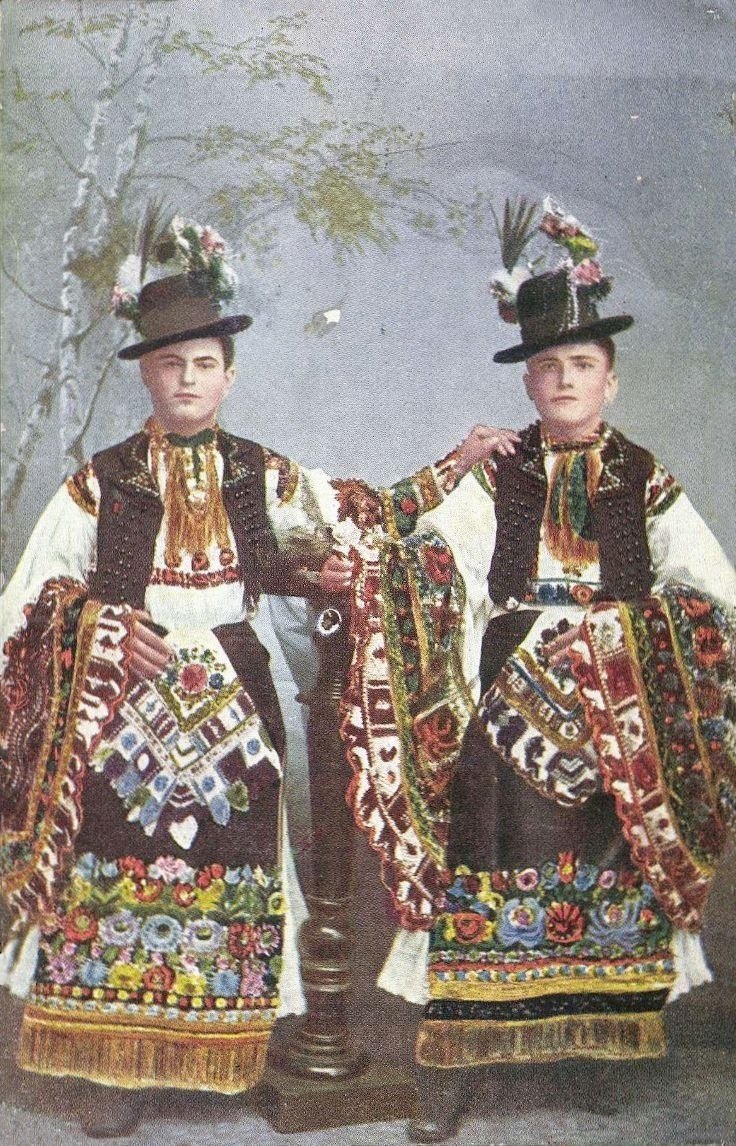
Mezőkövesdi népviselet (1915)

- Népi Művészetek Háza, Táncpajta, Matyóföldi Folklórfesztivál[18]
- Városi Galéria (Takács István festményei)
- Kis Jankó Bori Emlékház
- Szent László-templom (Takács István freskói)
- Zsóry Gyógy- és Strandfürdő
- Hadas városrész (Matyó tájházak, jellegzetes 19. századi vidéki utcácskák)
- Mezőgazdasági Gépmúzeum
- Hoór-völgye víztározó
- Klementina repülőbázis

## Sportélete
A város labdarúgóklubja a jelenleg az NBI-ben szereplő Mezőkövesdi SE. Van egy NB2-es kézilabdacsapata is, a Mezőkövesdi KC 2022.

## Média
A Mezőkövesdi Televízió a hét minden napján jelentkezik műsorral. Hetente egy híradót, egy magazinműsort, két sport-, egy  kulturális műsort, valamint a képviselőtestületi ülések közvetítését, ezek ismétléseit, valamint a szerkesztett műsorok között folyamatos képújságot sugároz kábelhálózaton keresztül.

## Testvértelepülései
- Bad Salzungen, Németország (1969)
- Żory, Lengyelország (1995)
- Kézdivásárhely, Románia (1997)
- Kiskövesd, Szlovákia (2008)
- Nagykövesd, Szlovákia (2008)
- Petriolo, Olaszország (2015)

## Partnertelepülései
- Rüdesheim am Rhein, Németország (1991)
- Nagyszőlős, Ukrajna (1997)
- Berettyószéplak-Dólyapuszta, Románia (2001)

## Híres mezőkövesdiek
- Balogh Vilmos ökölvívó olimpikon
- Bíró József színművész
- Bollók János (1944–2001), ókortudós, a nyelvtudomány doktora, műfordító, egyetemi tanár
- Csézy (Csézi Erzsébet, 1979) énekesnő
- Egri Berta (született Unterberg; 1880–1950) színésznő
- Érdi Mária vitorlázó olimpikon
- Funktasztikus (Csató Adorján) rapzenész
- Garamszeghy Sándor (Géczy Sándor Béla, született Goits; 1879–1964) színész, író
- Harsányi Kálmán (1876–1929) író
- Ittes József (1954–) színész
- Jablonkay Éva (1939–2010) Liszt Ferenc-díjas (1977) magyar opera-énekesnő (alt)
- Jacsó József (1962) magyar súlyemelő, olimpiai ezüstérmes. A legnagyobb tömeget megmozgató magyar súlyemelő (427,5 kiló, Szöul)
- Kápolnai Iván (1925–2014) magyar statisztikus, közgazdász, művelődés- és gazdaságtörténész, könyvtáros
- Keleti Part zenekar – Életképek  MK 1992
- Kis Jankó Bori (1876–1954) hímzőasszony
- Kovács János Jászai Mari-díjas magyar színész
- Lukács Sándor (1914–1984) gimnáziumi tanár, iskolaigazgató, országgyűlési képviselő
- Menachem Zevi Kaddari (1925–2011) hebraista és nyelvész
- Morvay József Dr. (1926–1987) magyar gyógyszerész, kémikus, egyetemi tanár
- Papp Zoltán Dr. (1942–) orvosprofesszor, szülész-nőgyógyász, genetikus, egészségügyi menedzser, igazságügyi orvosszakértő, A hazai szülészet-nőgyógyászat kiemelkedő alakja, az Orvosi Hetilap főszerkesztője
- Pető István (1955–) festő- és grafikusművész
- Pongrácz Antal[19] (1827–1880) főhadnagy, honvéd főhadnagy, Cserépfalu jegyzője, járásbírósági írnok.
- Pongrácz Mihály (1800–1879) premontrei kanonok és tanár
- Szekeres Csaba filmrendező
- Takács István (1901–1985) festőművész
- Vályi Lajos (1895–1940) magyar ügyvéd, kormányfőtanácsos, országgyűlési képviselő
- Zubai Szabolcs (1984) kézilabdázó, olimpiai (2012) 4. helyezett magyar válogatott, és a Pick Szeged EHF-kupát nyert beállósa